# Klub Igora Nietty
Klub 50 lub Klub Igora Nietty – potoczna nazwa grupy radzieckich i rosyjskich piłkarzy, którzy podczas swojej kariery rozegrali minimum pięćdziesiąt oficjalnych i towarzyskich meczów w składzie narodowej reprezentacji ZSRR, WNP i Rosji. 3 czerwca 1962 Igor Nietto pierwszy osiągnął ten cel. 22 stycznia 1986 Ołeh Błochin pierwszy rozegrał 100 meczów w składzie narodowej reprezentacji. Oprócz Błochina ponad 100 meczów rozegrał rosyjski piłkarz Wiktor Onopko.

## Regulamin
Liczone są oficjalne i towarzyskie mecze radzieckich i rosyjskich piłkarzy, rozegrane w składzie:
- ZSRR – mecze w składzie narodowej reprezentacji ZSRR.
- WNP – mecze w składzie narodowej reprezentacji WNP.
- Rosja – mecze w składzie narodowej reprezentacji Rosji.

## Klub Igora Nietta
| #  | Imię i nazwisko piłkarza | Razem | ZSRR | WNP | Rosja |
| 1  | Wiktor Onopko Spartak Moskwa, Oviedo, Rayo Vallecano | 113   |      | 4   | 109   |
| 2  | Ołeh Błochin Dynamo Kijów, Vorwärts Steyr, Aris Limassol                                                                                                 | 112   | 112  |     |       |
| 3  | Rinat Dasajew Spartak Moskwa | 91    | 91   |     |       |
| 4  | Albiert Szestierniow CSKA Moskwa | 90    | 90   |     |       |
| 5  | Anatolij Demianenko Dynamo Kijów | 80    | 80   |     |       |
| 6  | Wołodymyr Bezsonow Dynamo Kijów | 79    | 79   |     |       |
| 7  | Siarhiej Alejnikau Dynama Mińsk, Juventus F.C., US Lecce                                                                                                 | 77    | 73   | 4   |       |
| 8  | Lew Jaszyn Dinamo Moskwa | 74    | 74   |     |       |
| 9  | Walerij Karpin Fakieł Woroneż, Spartak Moskwa, Real Sociedad, Valencia CF, Celta Vigo                                                                    | 73    |      | 1   | 72    |
| 10 | Władimir Biesczastnych Spartak Moskwa, Werder Brema, Racing Santander, Fenerbahçe SK, Kubań Krasnodar, Dinamo Moskwa, FK Orzeł, FK Chimki                | 71    |      |     | 71    |
| 11 | Murtaz Churcilawa Dinamo Tbilisi | 69    | 69   |     |       |
| 12 | Ołeh Protasow Dnipro Dniepropietrowsk, Dynamo Kijów, Olympiakos SFP, Gamba Osaka, PAE Weria, Proodeftiki Pireus                                          | 68    | 68   |     |       |
| 13 | Walerij Woronin Torpedo Moskwa | 66    | 66   |     |       |
| 14 | Aleksandr Mostowoj Spartak Moskwa, SM Caen, RC Strasbourg, Celta Vigo, Deportivo Alavés                                                                  | 65    | 13   | 2   | 50    |
| 15 | Ołeh Kuzniecow Dynamo Kijów, Rangers | 63    | 58   | 5   |       |
| 16 | Wołodymyr Kapłyczny CSKA Moskwa | 62    | 62   |     |       |
| 17 | Walentin Iwanow Krylja Sowietow Moskwa, Torpedo Moskwa                                                                                                   | 59    | 59   |     |       |
| 18 | Andriej Kanczelskis Szachtar Donieck, Manchester United, Everton FC, AC Fiorentina                                                                       | 59    | 17   | 6   | 36    |
| 19 | Igor Koływanow Dinamo Moskwa, U.S. Foggia, Bologna FC | 59    | 19   | 5   | 35    |
| 20 | Jurij Nikiforow Czornomoreć Odessa, Spartak Moskwa, Sporting CP, PSV Eindhoven                                                                           | 59    |      | 4   | 55    |
| 21 | Wagiz Chidijatullin Spartak Moskwa, CSKA Moskwa, Toulouse FC                                                                                             | 58    | 58   |     |       |
| 22 | Hennadij Łytowczenko Dnipro Dniepropietrowsk, Dynamo Kijów, Olympiakos SFP, CSKA-Borysfen Kijów, Admira Wacker Mödling, AEL Limassol, Czornomoreć Odessa | 57    | 57   |     |       |
| 23 | Dmitrij Aleniczew Spartak Moskwa, AS Roma, Perugia Calcio, FC Porto                                                                                      | 55    |      |     | 55    |
| 24 | Wiktor Kołotow Rubin Kazań, Dynamo Kijów | 55    | 55   |     |       |
| 25 | Siergiej Siemak Asmarał Moskwa, CSKA Moskwa, Paris Saint-Germain F.C., FK Moskwa, Rubin Kazań                                                            | 55    |      |     | 55    |
| 26 | Aleksiej Smiertin Urałan Elista, Lokomotiw Moskwa, Girondins Bordeaux, Portsmouth FC, Chelsea F.C., Charlton Athletic F.C., Dinamo Moskwa                | 55    |      |     | 55    |
| 27 | Igor Nietto Spartak Moskwa | 54    | 54   |     |       |
| 28 | Igor Czislenko Dinamo Moskwa | 53    | 53   |     |       |
| 29 | Dmitrij Chochłow CSKA Moskwa, Torpedo Moskwa, PSV Eindhoven, Real Sociedad, Lokomotiw Moskwa                                                             | 53    |      |     | 53    |
| 30 | Jewgienij Łowczew Spartak Moskwa | 52    | 52   |     |       |
| 31 | Dmitrij Chlestow Spartak Moskwa, Beşiktaş JK | 52    |      | 3   | 49    |
| 32 | Jurij Kowtun Dinamo Moskwa, Spartak Moskwa | 50    |      |     | 50    |
| 33 | Anatolij Baniszewski Neftczi Baku | 50    | 50   |     |       |

* Czcionką pogrubioną zaznaczeni piłkarze, którzy nadal grają